# Cerro Vinciguerra
El cerro Vinciguerra, también denominado monte Vinciguerra, es la cumbre más elevada del sector argentino del archipiélago de Tierra del Fuego. Está situado al sudeste de la isla Grande de Tierra del Fuego, perteneciente al departamento Ushuaia, en la porción fueguina de la provincia de Tierra del Fuego, Antártida e Islas del Atlántico Sur, siendo también el pico máximo de esa provincia, si se tiene en cuenta sólo los territorios bajo soberanía efectiva (sobre los territorios reivindicados, el pico máximo es el Monte Chiriguano con 3660 m.s.n.m.).
Su altitud es de 1470 m s. n. m., aunque también se le otorgan 1449 m s. n. m.

## Geografía

### Situación geográfica y características

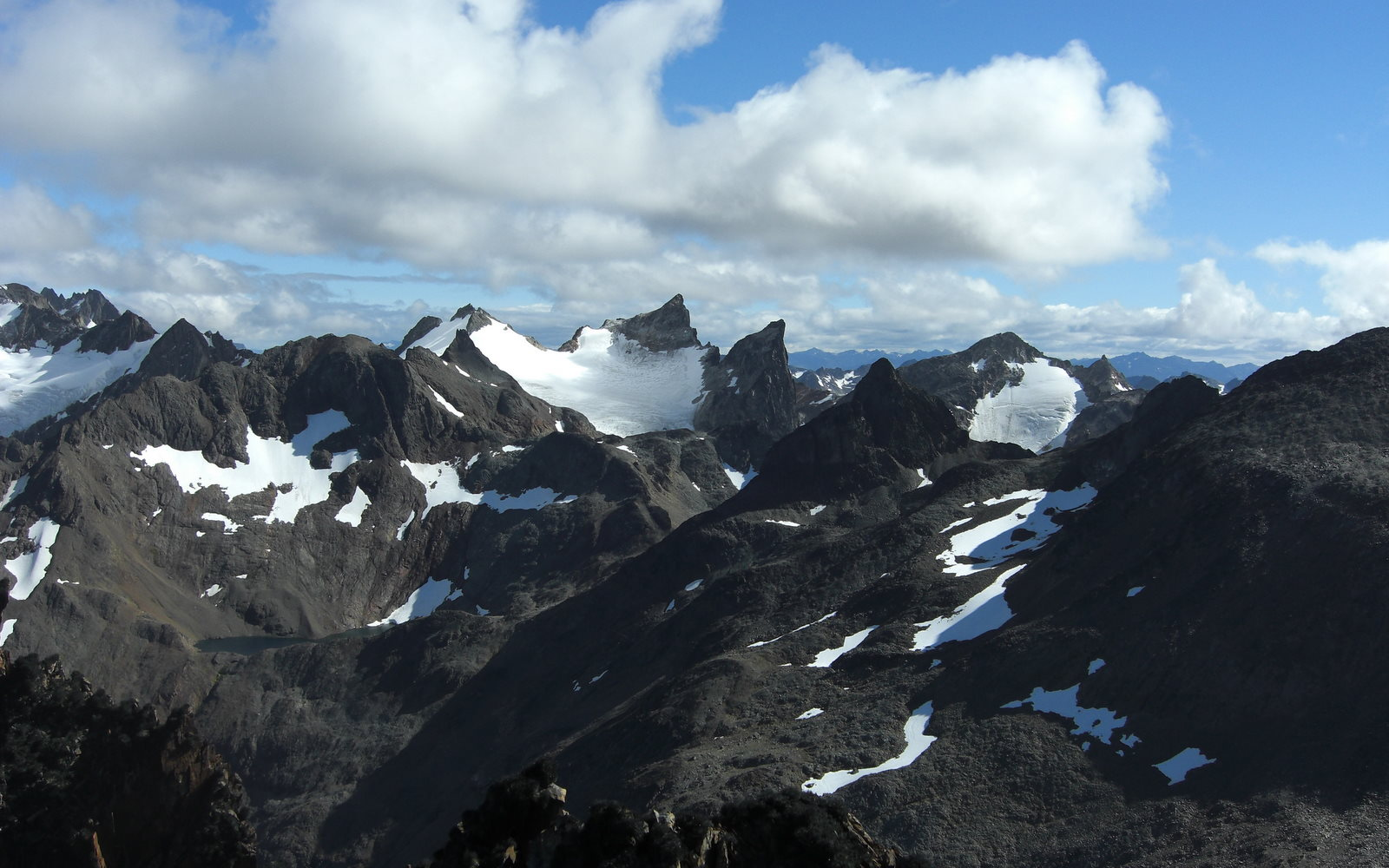
Vista aérea del Cerro Vinciguerra.

Este cerro se sitúa en la sección oriental de los Andes fueguinos, porción meridional de la cordillera de los Andes, representando la última manifestación en el continente americano del cordón Andino. El cerro Vinciguerra se localiza en la sierra homónima, la cual se extiende entre la sierra Alvear y la sierra Martial. Jurídicamente forma parte del parque nacional Tierra del Fuego, en el área establecida en la categoría de Reserva Natural Silvestre (RNS), la cual se corresponde al de una zona de uso público extensivo.
Sus excesos hídricos drenan por el sur hacia el arroyo Grande, el cual recorre el valle de Andorra y alimenta los requerimientos de agua potable de la ciudad de Ushuaia. Por el norte drena hacia el río Olivia, el cual recorre el valle Carbajal. Sus coordenadas son: 54°42′32.44″S 68°25′22.25″O / -54.7090111, -68.4228472.
En razón de su ubicación para poder observarlo es preciso llegar a su base o hacerlo desde lo alto de otra cumbre. Se considera una montaña de ascensión sencilla, no requiriendo gran experiencia en montaña. Posee dos cumbres, la Oeste es más baja y su ruta de ataque no demanda técnicas de aseguramiento, pues se asciende simplemente caminando. La cumbre Este es la más elevada, y para acceder a ella es indispensable contar con equipo de aseguramiento, debiéndose realizar una travesía glaciar.
Se encuentra junto al glaciar Colgante, y a unos 5,5 km al oeste del glaciar Vinciguerra, el que es uno de los más grandes glaciares del sector argentino de la isla. Una de las sendas de trekking más frecuentadas de los alrededores de la ciudad de Ushuaia conduce a dicho glaciar de circo y a la laguna de los Témpanos, ubicada junto a él. Esta área se encuentra fuera del parque nacional, pero fue declarada sitio Ramsar, bajo el nombre de: Glaciar Vinciguerra y turberas asociadas.

### Origen geológico
Geológicamente corresponde a la formación Yagán (Cretácico inferior), formada por depósitos marinos profundos de post rift: fangolitas negras, tobas y turbiditas volcaniclásticas andesíticas.
Su origen geomorfológico se debe a un plegamiento en un gran geosinclinal, resultado de los movimientos correspondientes a la tectónica de placas. Posteriormente, durante el máximo de la última glaciación pleistocénica (hace 20 000 a 18 000 años) su relieve fue intensamente labrado por la acción de los glaciares. Está formado por rocas metamórficas.

### Etimología toponímica
Etimológicamente, este topónimo es un epónimo que rinde honor al apellido del zoólogo Decio Vinciguerra, que acompañara al teniente de la marina italiana Giacomo Bove, quien lideró la expedición científica a la Patagonia meridional del año 1882, navegando sobre el barco «Cabo de Hornos». El monte fue bautizado por el mismo Bove.